# Église Saint-Maurice de Jully-lès-Buxy
L'église Saint-Maurice est située à Jully-lès-Buxy, dans le département de Saône-et-Loire, en France.

## Culte
Édifice consacré du diocèse d'Autun relevant de la paroisse Saint-Vincent-des-Buis (siège à Buxy) – qui en est affectataire au titre de la loi de 1905 –, l'église de Jully-lès-Buxy est, plusieurs siècles après sa construction, un lieu de culte catholique. 

## Galerie d'images

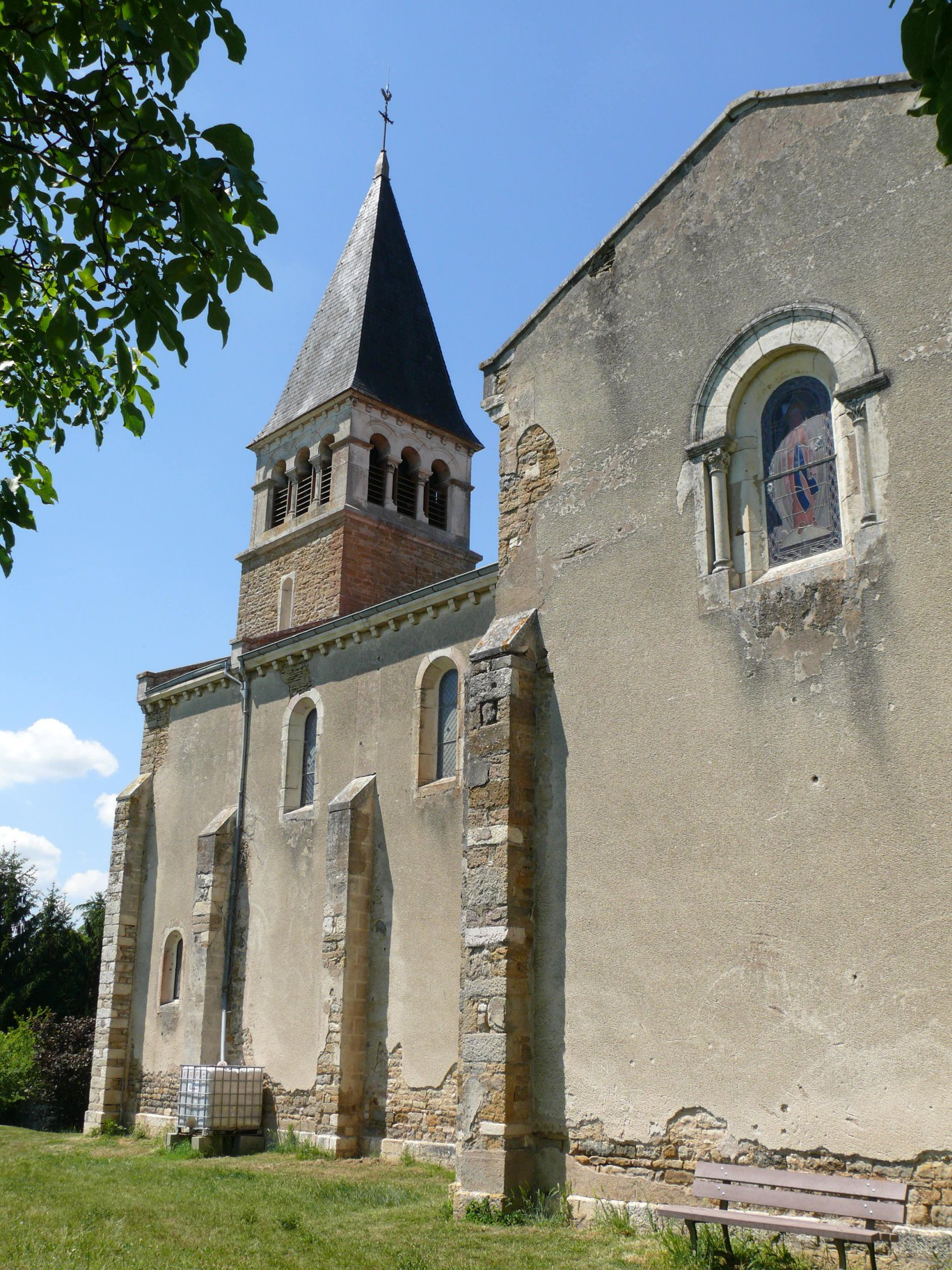
Le flanc
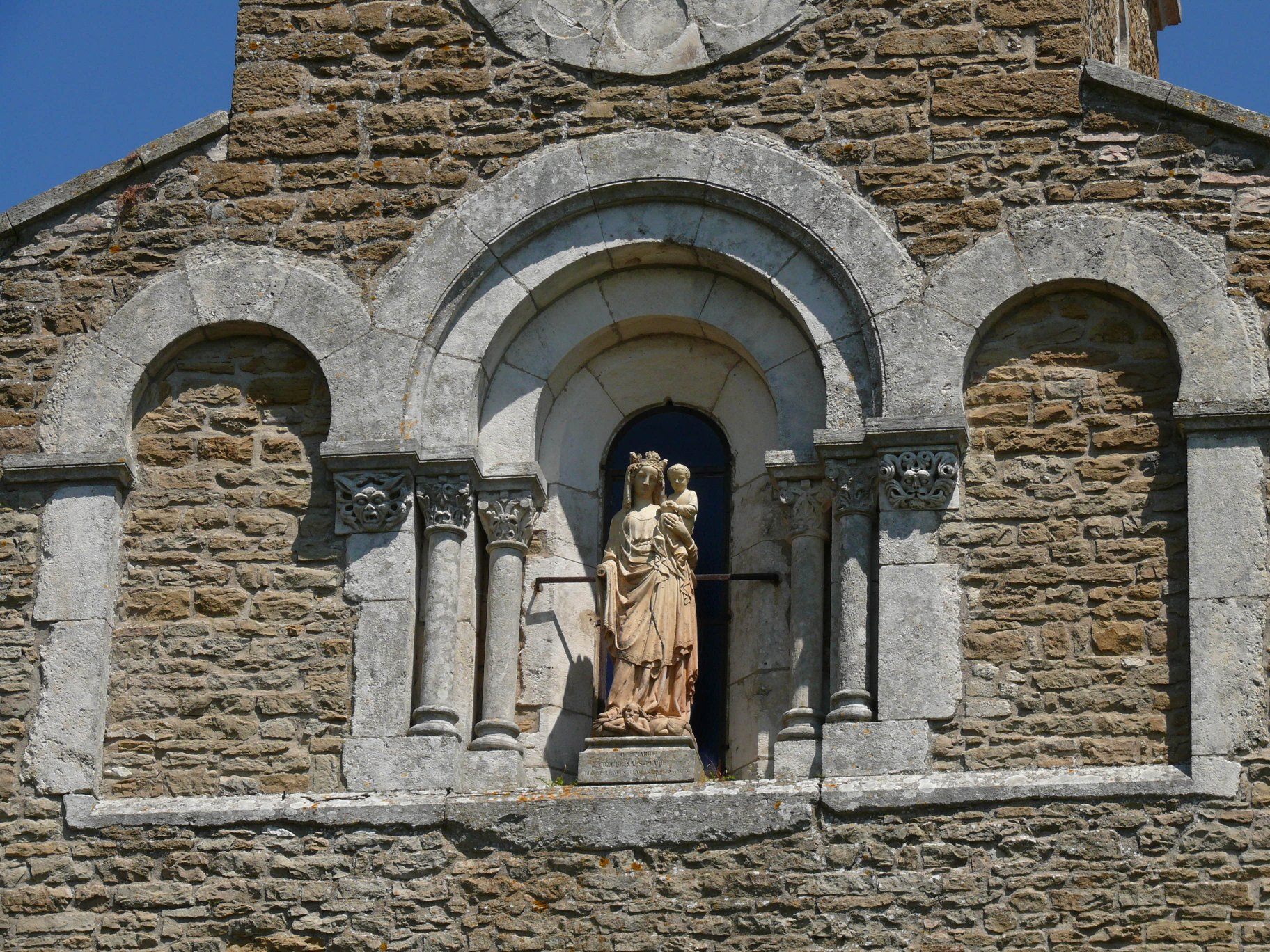
La façade
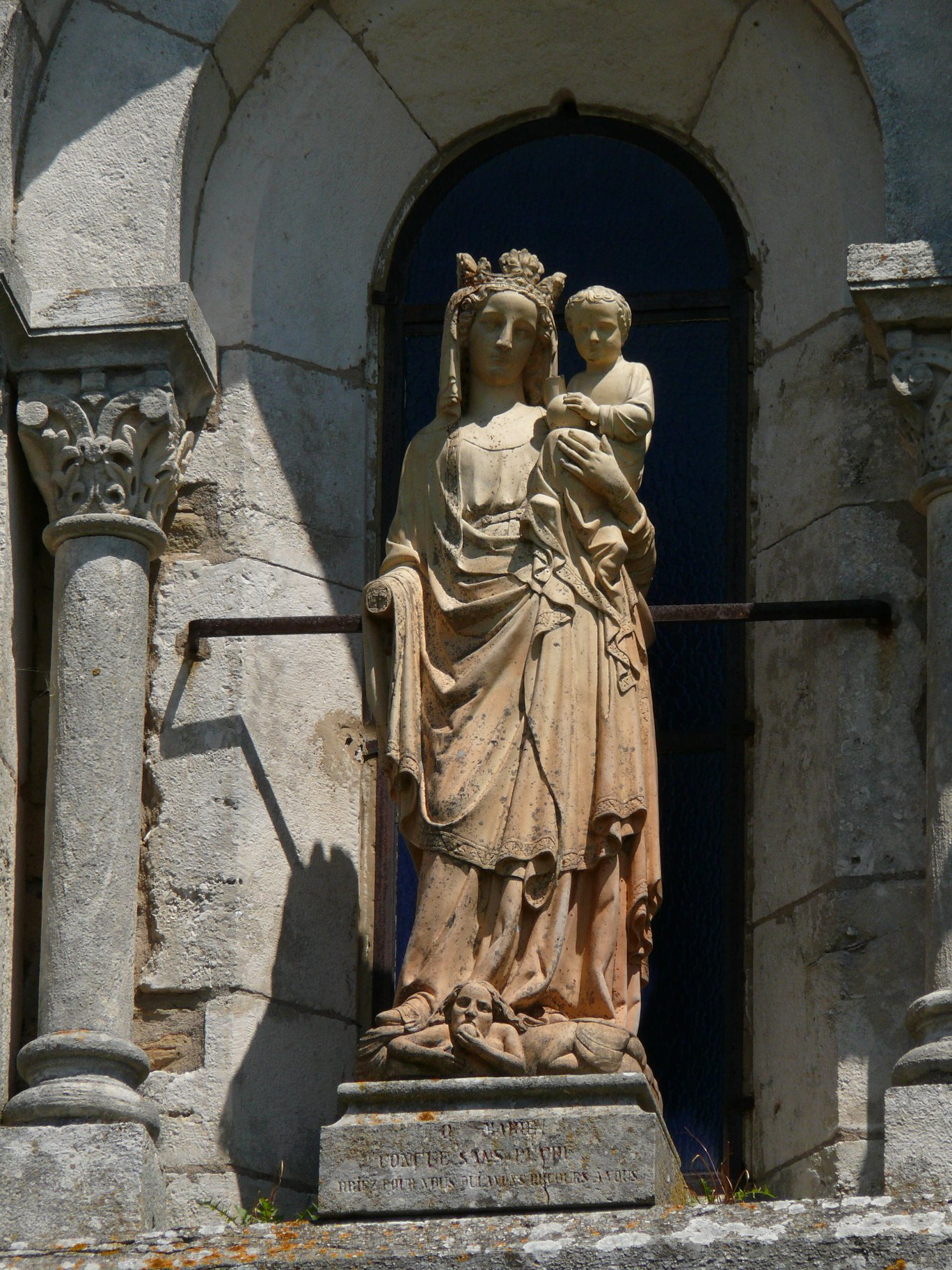
Statue de la Vierge